# Air Niugini
Air Niugini ist die nationale Fluggesellschaft Papua-Neuguineas mit Sitz in Port Moresby und Basis auf dem Flughafen Port Moresby.

## Geschichte

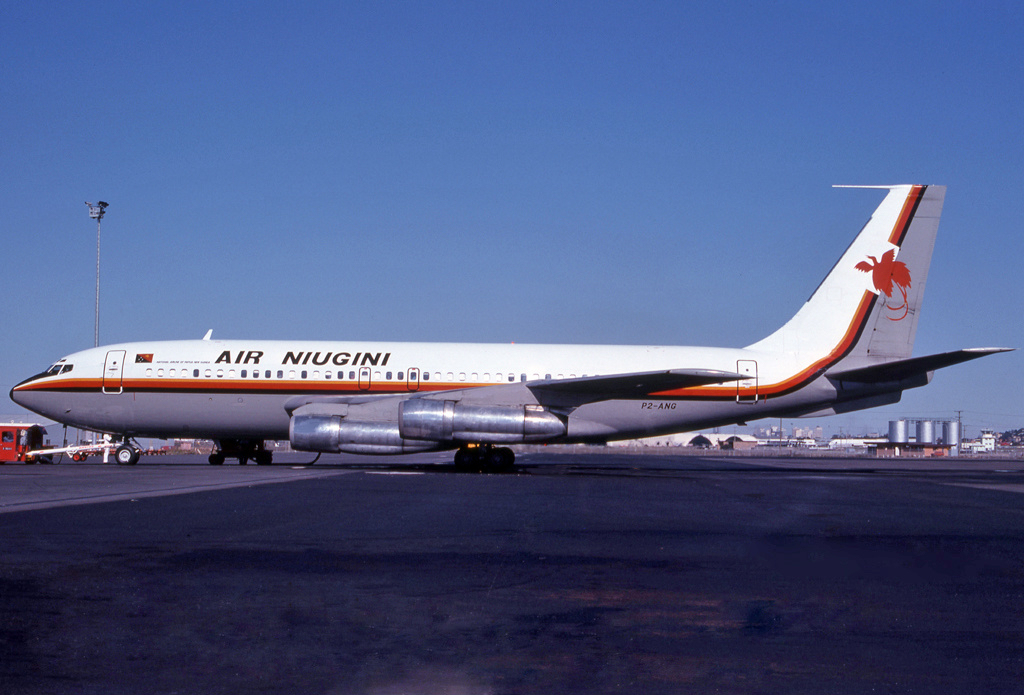
Boeing 720 der Air Niugini im Jahr 1976

Air Niugini wurde im Jahr 1973 als National Airline of Papua New Guinea gegründet. Die 1990er-Jahre waren wirtschaftlich für die Fluggesellschaft eine schwere Zeit, die erst nach 2000 überwunden wurde.
Am 22. September 2011 wurde bekannt gegeben, dass die Regierung Papua-Neuguineas eine Fusion mit Airlines PNG, der zweitgrößten Fluggesellschaft des Landes, genehmigt hat. Zu dieser Fusion ist es nicht gekommen. Auch eine Übernahme der mittlerweile in PNG Air umgenannten Gesellschaft durch die Air-Niguini-Tochter Link PNG scheiterte 2021.

## Flugziele
Air Niugini bedient neben zahlreichen Zielen innerhalb Papua-Neuguineas auch einige internationale Städte in Ozeanien und Asien.

## Flotte

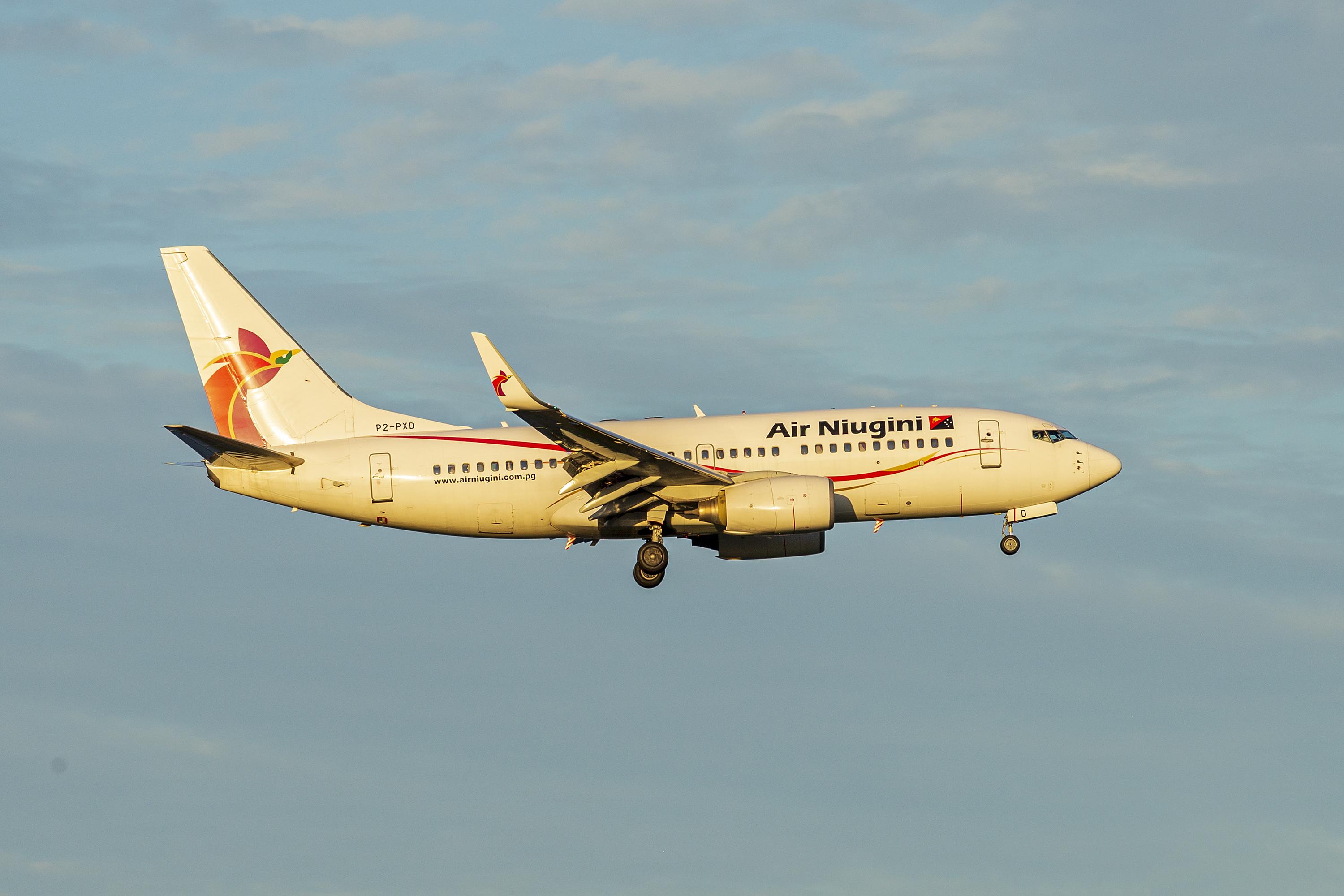
Boeing 737-700 der Air Niugini

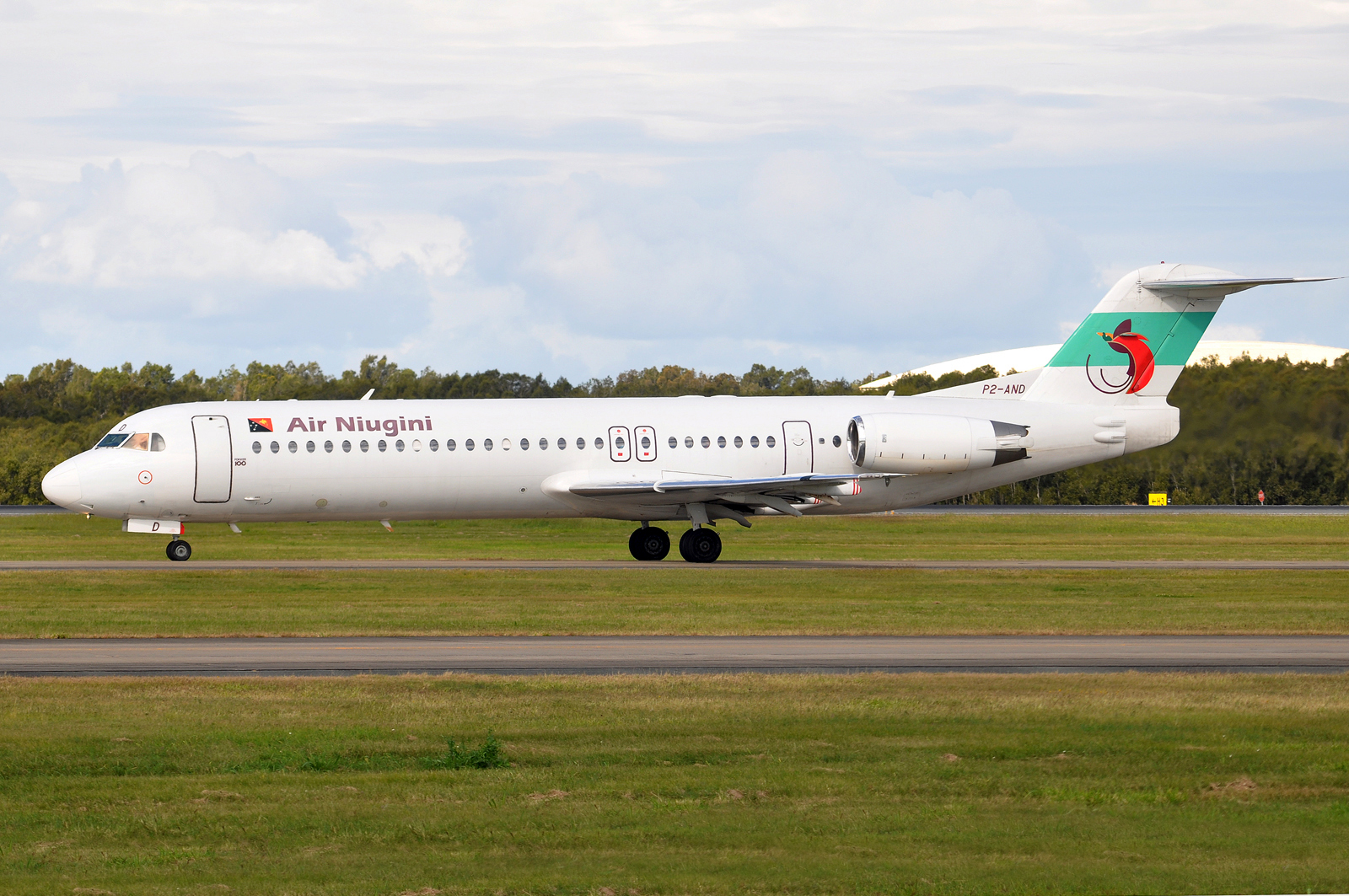
Fokker 100 der Air Niugini im alten Farbschema

### Aktuelle Flotte
Mit Stand Juni 2025 besteht die Flotte der Air Niugini aus 19 Flugzeugen mit einem Durchschnittsalter von 25,3 Jahren:

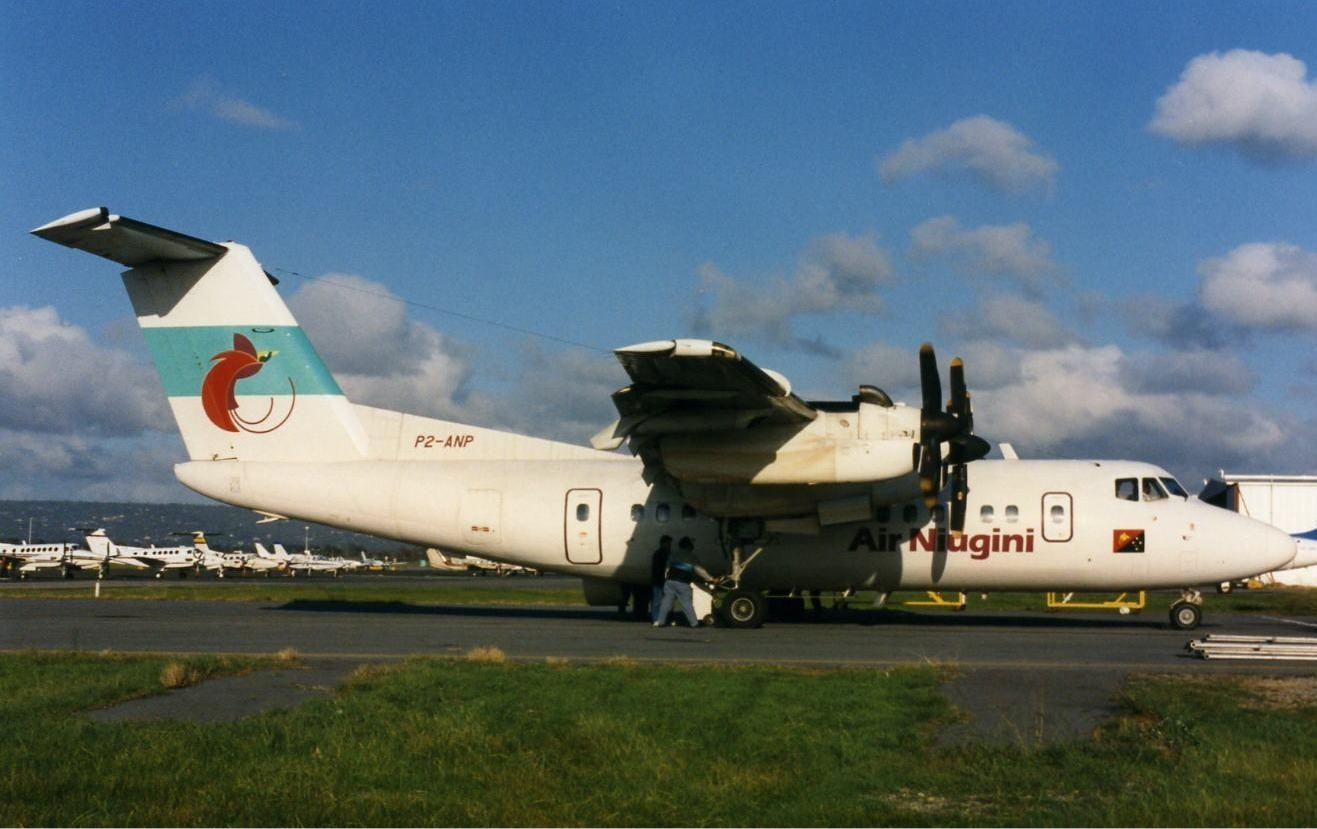
De Havilland Canada DHC-7 der Air Niugini

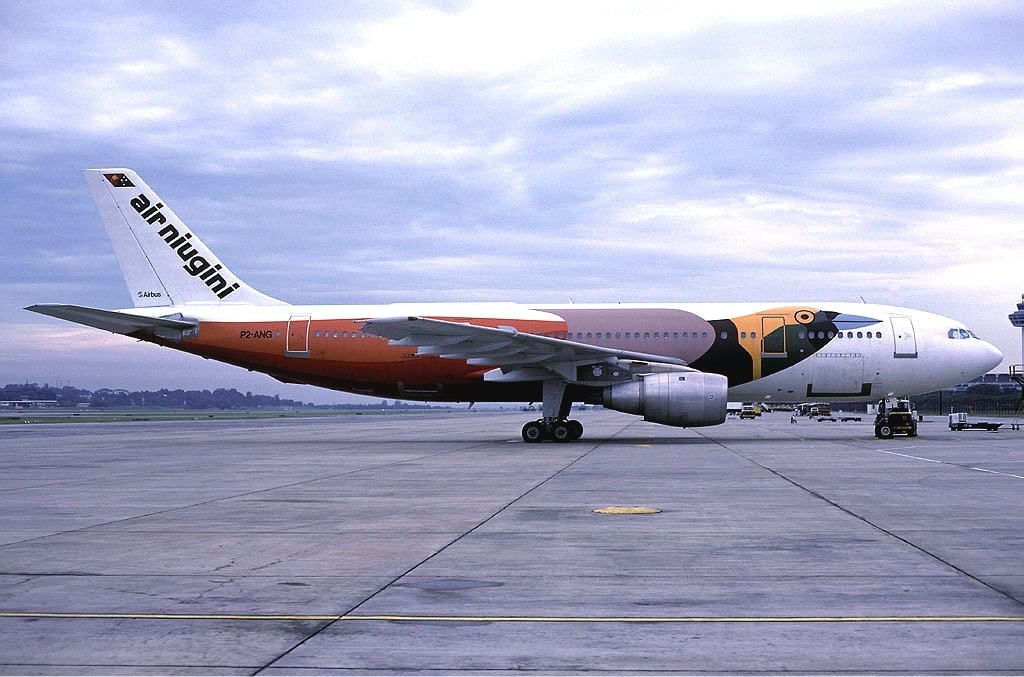
Airbus A300 der Air Niugini, 1987

| Flugzeugtyp            | Anzahl | bestellt | Anmerkungen               | Sitzplätze (Business/Economy) | Durchschnittsalter |
| ---------------------- | ------ | -------- | ------------------------- | ----------------------------- | ------------------ |
| Airbus A220-100        |        | 10       | Auslieferung ab 2025      | – offen –                     |                    |
| Airbus A220-300        |        | 03       | Auslieferung ab 2025      | – offen –                     |                    |
| Boeing 737-800         | 03     |          | mit Winglets ausgestattet | 144 (16/128)                  | 14,7 Jahre         |
| Boeing 767-300ER       | 02     |          | eine inaktiv              | 188 (28/160)                  | 29,7 Jahre         |
| Boeing 787-8           |        | 02       | Auslieferung ab 2026      | – offen –                     |                    |
| De Havilland DHC-8-300 | 01     |          | eine inaktiv              | 50 (—/50)                     | 29,6 Jahre         |
| De Havilland DHC-8-400 | 04     |          | zwei inaktiv              | 74 (—/74)                     | 16,5 Jahre         |
| Fokker 70              | 05     |          | drei inaktiv              | 72 (8/65)                     | 33,1 Jahre         |
| Fokker 100             | 04     |          | zwei inaktiv              | 101 (8/93)                    | 29,2 Jahre         |
| Gesamt                 | 19     | 15       |                           |                               | 25,3 Jahre         |

### Ehemalige Flugzeugtypen
In der Vergangenheit setzte Air Niugini bereits folgende Flugzeugtypen ein:
- ATR 42-300F
- ATR 72-200F
- Airbus A300B4-200
- Airbus A310-300
- Boeing 707-300C/720
- Boeing 737-200
- Boeing 737-700
- Boeing 757-200
- BAe 146-100
- BAe Avro RJ70
- de Havilland Canada DHC-7
- De Havilland DHC-8-100/-200
- Embraer ERJ-145
- Embraer ERJ-190
- Fokker F28

## Zwischenfälle
Die Air Niugini verzeichnet in ihrer Geschichte fünf Totalverluste von Flugzeugen mit einem Todesopfer:

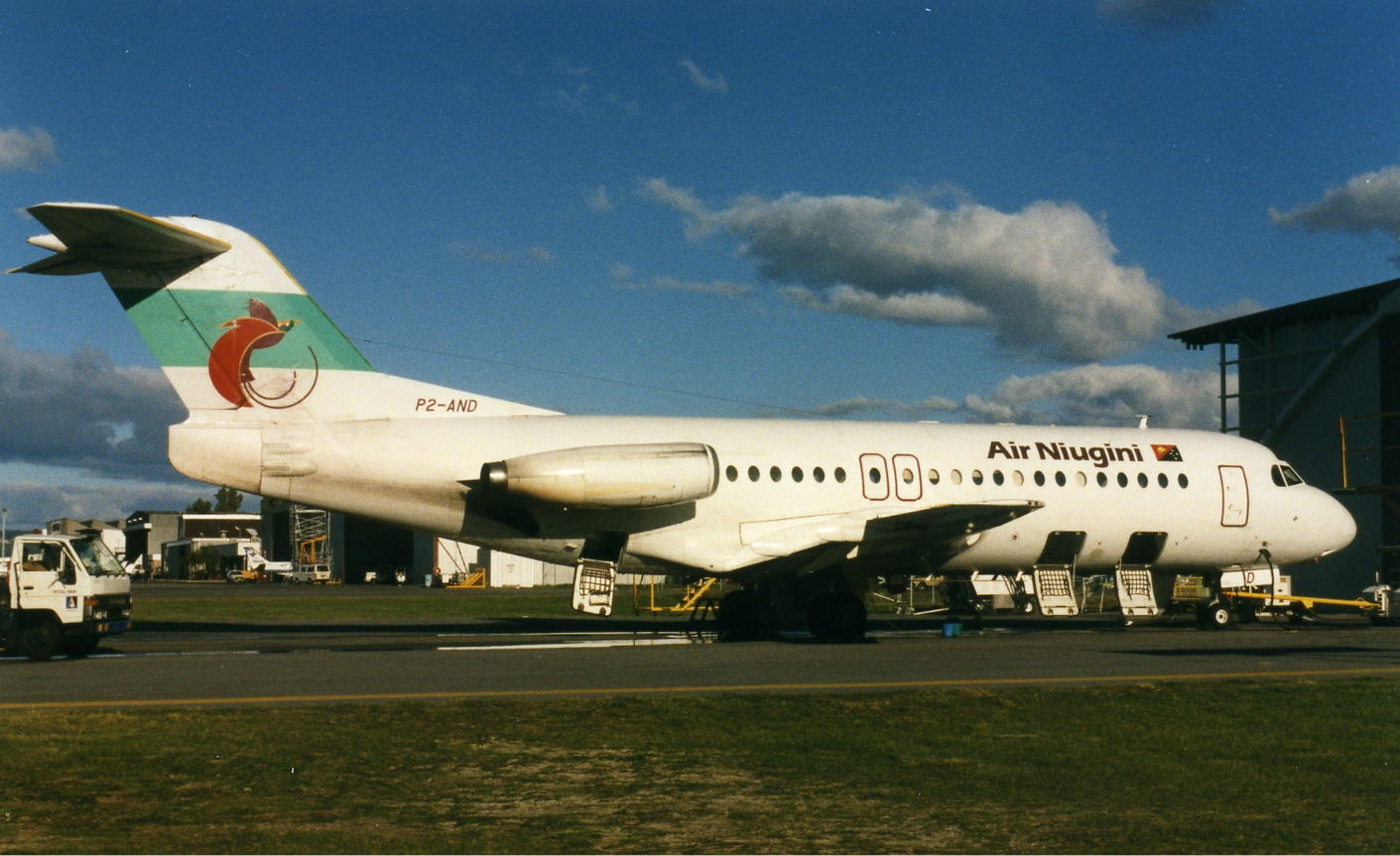
Die im März 1999 verunglückte Fokker F28 Fellowship der Air Niugini

- Am 31. Mai 1995 verunglückte eine Fokker F28 (Luftfahrzeugkennzeichen P2-ANB) unterwegs von Lae nach Madang bei der Landung in Madang. Nach einem ersten, abgebrochenen Landeanflug setzte sie zu spät auf und rutschte wegen Aquaplanings in einen Graben. Die Insassen kamen mit dem Schrecken davon, die Maschine wurde zum ein Totalverlust.[10]

- Am 16. November 1997 kam eine weitere Fokker F28 (P2-ANH) bei der Landung in Lae von der Landebahn ab und endete wiederum in einem Graben. Passagiere und Besatzung blieben unverletzt, die Maschine ist ein Totalschaden.[11]

- Am 13. März 1999 knickte nach einer harten Landung auf dem Flughafen Goroka an einer Fokker F28 (P2-AND) das linke Hauptfahrwerk ab und die Maschine kam von der Landebahn ab. Unfallursache war Überdruck in einem Stoßdämpfer, alle Insassen blieben unverletzt.[12]

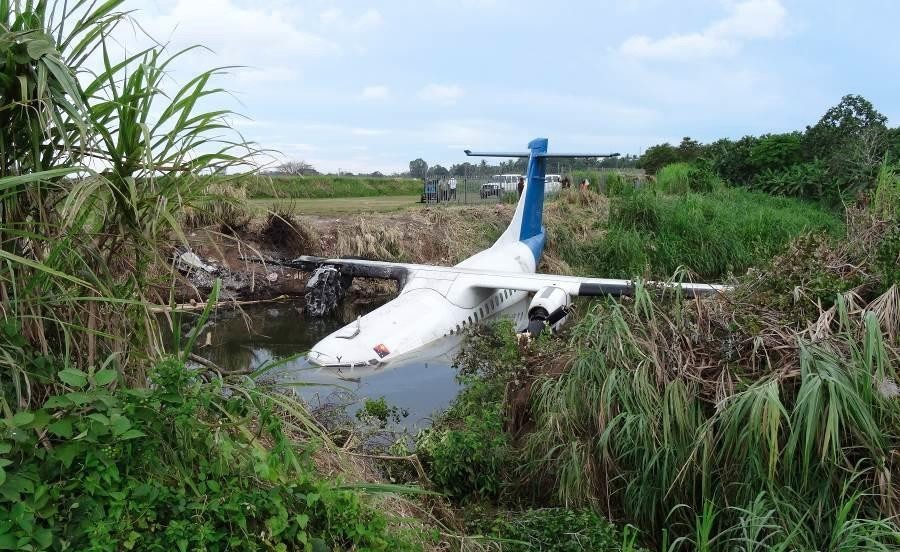
Die im Oktober 2013 verunglückte ATR 42 der Air Niugini

- Am 19. Oktober 2013 verunglückte eine ATR 42-320F (P2-PXY) bei einem Startabbruch am Flughafen Madang. Das überladene und falsch getrimmte Frachtflugzeug kollidierte mit einem Zaun, rollte am Ende der Piste in einen Fluss und die rechte Tragfläche fing Feuer. Durch die integrierten Feuerlöscher der Motoren und den Einsatz der Flughafenfeuerwehr konnte der Brand gelöscht werden. Die dreiköpfige Besatzung rettete sich über den Notausgang in der Cockpitdecke, der Co-Pilot erlitt leichte Verletzungen. Plünderer bemächtigten sich eines Drittels der aus Zigaretten bestehende Ladung. Das Flugzeug ist ein Totalverlust.[13][14]

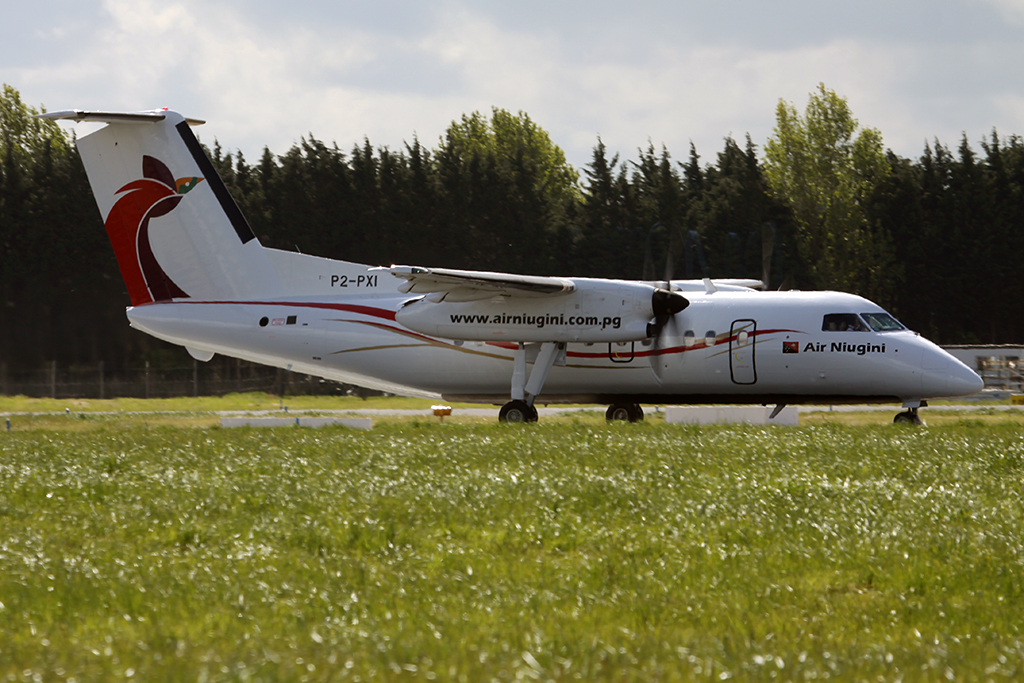
De Havilland DHC-8-200 der Air Niugini, baugleich mit der 2018 durch Vandalismus zerstörten

- Am 14. Juni 2018 kam es an einer De Havilland DHC-8-200 der Gesellschaft bei Ausschreitungen während einer Demonstration durch Brandstiftung am Flughafen Mendi einen Totalschaden. Passagiere und Besatzung blieben unverletzt.[15]

- Am 28. September 2018 landete eine 13 Jahre alte Boeing 737-800 (P2-PXE) von Pohnpei kommend bei Starkregen und schlechter Sicht auf dem Flughafen Chuuk 150 Meter jenseits der Landebahn in einer Lagune. An Bord waren 35 Passagiere und 12 Besatzungsmitglieder, die sich aus dem noch etwa eine Stunde nach der Wasserung schwimmenden Flugzeug in herbeigeeilte Boote retteten. Der Leichnam eines vermissten Passagiers wurde am 1. Oktober 2018 durch Taucher geborgen. Unter den Überlebenden gab es mehrere, zum Teil schwer verletzte. Das Flugzeug ist ein wirtschaftlicher Totalschaden (siehe auch Air-Niugini-Flug 73).[16][17][18]

## Trivia
- Das Wort niugini stammt aus der Sprache Tok Pisin, der Verkehrssprache des Landes, und bedeutet Neuguinea.
- Das Logo der Gesellschaft ist ein roter Paradiesvogel, das Wappentier von Papua-Neuguinea.